# Финке фон Оверберг, Хайденрайх
Хайденрайх Финке фон Оверберг (нем. Heidenreich Vincke von Overberg; ? — 29 июня 1450) — ландмейстер Тевтонского ордена в Ливонии (1438—1450).

## Биография
В 1427/1430 году Хайденрайх Финке фон Оверберг был назначен фогтом замка Лухула. В 1432—1434 годах занимал должность комтура (командора) Кулдиги (Гольдингена). В 1435—1436, 1437—1438 годах Хайденрайх Финке фон Оверберг дважды был комтуром Вендена.
В декабре 1437 года скончался ливонский магистр Генрих фон Бёкефёрде (1435—1437). Среди орденских сановников образовались две партии («рейнландцы» и «вестфальцы»), которые выдвинули своих кандидатов на должность магистра. «Рейнландцы» избрали своим кандидатом иервенского фогта Генриха фон Нотлебена, а «вестфальцы», которые были в большинстве, — венденского командора Хайденрайха Финке фон Оверберга. Обе ливонские партии отправили свои делегацию в Пруссию к великому магистру Тевтонского Ордена Паулю фон Русдорфу. Сам великий магистр Пауль фон Русдорф по своему происхождение был из прирейнских земель и поэтому поддерживал кандидатуру фон Нотлебена, который был комтуром Кулдиги (1430—1431), фогтом Ярвамаа (1435—1435, 1437—1439) и Резекне (1439—1441).
В апреле 1438 года Пауль фон Русдорф прислал в Ливонию свою делегацию, которая объявила новым магистром фон Нотлебена, а его соперника Финке фон Оверберга назначила ландмаршалом. Однако партия «вестфальцев» отказалась признавать фон Нотлебена новым ливонским магистром и стала собирать силы для войны. Партия «рейнландцев», которая находилась в меньшинстве, вынуждена была пойти на переговоры. В Феллине было заключено соглашение, по условиям которого Финке фон Овербег был признан наместником Ливонского Ордена, а фон Нотлебен остался иервенским фогтом. В июле 1438 года Финке фон Овербёрг провел в Пернове ландтаг, который отклонил проект устава для Ливонского Ордена, присланный великим магистром Паулем фон Русдорфом. В октябре 1438 года на новом ландтаге в Валке все ливонские сословия признали фон Оверберга наместником и принесли ему присягу на верность. В июле 1441 года новый великий магистр Тевтонского Ордена Конрад фон Эрлихсхаузен, преемник Пауля фон Русдорфа, признал наместника Финке фон Оверберга новым магистром Ливонского Ордена. В том же году его бывший соперник фон Нотлебен был назначен ливонским ландмаршалом (1441—1448).
В правление ливонского магистра Финке фон Оверберга (1438—1450) продолжались военные действия на границе между Ливонским Орденом с одной стороны и Новгородской и Псковской республиками с другой. В 1444 году ливонские крестоносцы выжгли предместья города Ям и разорили его окрестности. Зимой того же 1444 года новгородская рать совершила поход на ливонские владения за р. Нарову. Новгородцы разорили и выжгли окрестности Нарвы (Ругодива), по берегам Наровы до Чудского озера. Финке фон Оверберг с орденским войском совершил ответный поход на новгородские пограничные владения. Ливонская армия осадила Ям и подвергла город обстрелу из пушек. Магистр простоял под Ямом пять дней, но так и не смог взять город штурмом. Однако крестоносцы опустошили и разорили Вотскую область, по рекам Ижора и Нева. Новгородцы собрали ополчение и совершили новый поход за р. Нарову, но из-за конского падежа вынуждены были вернуться. В 1446 году новгородские и ливонские посланцы съехались на переговоры на границе, но так и не смогли договориться.
В 1443 году между Ливонским Орденом и Псковской землей было заключено мирное соглашение на 10 лет. Однако вскоре псковские отряды под командованием князя Александра Васильевича Чарторыйского совершили поход на Нейгаузен (Новый Городок). В 1448 году новгородское войско под командованием князя Александра Чарторыйского в битве на р. Нарова одержало победу над ливонской ратью. В это же время[новгородцы под командованием князя Василия Васильевича Суздальского разбили другой немецкий отряд в битве под Ямом. В 1449 году на берегу реки Нарова новгородские и псковские послы заключили с Ливонским Орденом перемирие на 25 лет.
Финке фон Оверберг в 1438 году заключил с рижским архиепископом Хеннингом Шарпенбергом (1424—1448) мирный договор на 6 лет. В 1448 году после смерти Хеннинга Шарпенберга ливонский магистр добился утверждения в должности рижского архиепископа своего ставленника, орденского канцлера и капеллана великого магистра Сильвестра Штодевешера.